# Wohn- und Wirtschaftsgebäude Hiddigwarder Straße 39
Das Wohn- und Wirtschaftsgebäude Hiddigwarder Straße 39 (Bundesstraße 212) in Berne-Hiddigwarden an der Ollen stammt aus dem 19. Jahrhundert.
Aktuell (2023) wird es als Wohnhaus genutzt.
Das Gebäude steht unter Denkmalschutz (siehe auch Liste der Baudenkmale in Berne).

## Geschichte
Das eingeschossige giebelständige Wohn- und Wirtschaftsgebäude als Zweiständer-Hallenhaus mit Backsteinaußenmauern, reetgedecktem Krüppelwalmdach, Niedersachsengiebeln sowie neuer Türanlage in der Grooten Door stammt wohl von um 1870/1880 und war vermutlich ein Heuerhaus.
Das Landesdenkmalamt befand: „… als Teil der Gruppe ‚Hofanlagen Hiddigwarden‘ eine geschichtliche und städtebauliche Bedeutung ….“